# Greensboro Coliseum
O Greensboro Coliseum é um estádio com capacidade de 23.500 lugares, localizada em Greensboro, Carolina do Norte, Estados Unidos. A arena faz parte do Greensboro Coliseum Complex, um complexo de entretenimento e esportes que possui, além da arena, outros sete prédios, incluindo um anfiteatro, um centro aquático, um salão de banquetes, um centro de convenções, um museu, um teatro e um pavilhão coberto. 
Um dos quatro edifícios originais do complexo, o Coliseu (também chamado de Coliseum Arena) é um dos edifícios mais antigos da propriedade. A construção no local começou em 1958 e terminou em setembro de 1959. Conhecido originalmente como o Greensboro Memorial Coliseum (até 1980), a arena seidou seu primeiro evento em 29 de outubro de 1959. Naquela época, o Coliseu dispunha de 7.100 assentos, tornando-se uma das maiores arenas da Costa Leste.  Foi a casa do time de hóquei no gelo Carolina Hurricanes da NHL entre 1997 e 1999.
Menos de um ano após sua abertura, o Coliseu foi visitado pelo então candidato presidencial Richard Nixon. Nixon sofreu uma lesão no joelho enquanto fazia campanha em Greensboro, forçando-o a parar sua campanha eleitoral. Embora a campanha tenha sido retomada no final de agosto de 1960, Nixon ainda sofria de dores por causa da lesão. Em setembro daquele ano, o primeiro debate entre John F. Kennedy e Nixon foi ao ar na televisão, com Nixon aparecendo estar "doentio". Nixon perdeu o debate e, por fim, viria a perder a corrida presidencial. Mais tarde, Nixon afirmou que a lesão no joelho sofrida no Coliseu resultou na perda de sua eleição.

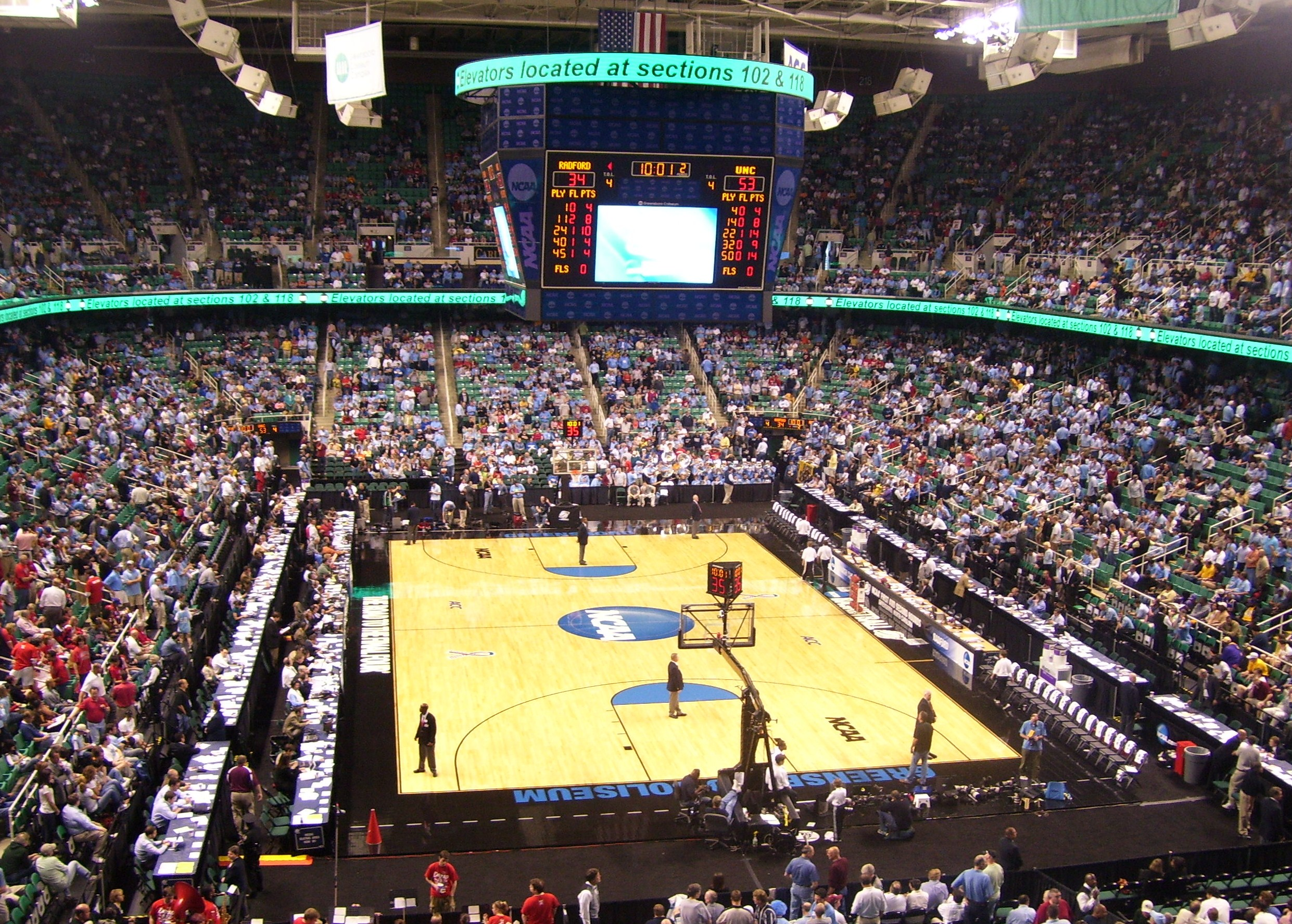
Interior do ginásio.

Através dos anos, o Coliseu tem sediado diversos eventos esportivos, mais notavelmente de basquete. O Coliseu também tem sediado shows há mais de 40 anos. Durante os anos 1960 e 1970, o Coliseu foi frequentado por artistas de rock e R&B. O primeiro grande show realizado no Coliseu foi da banda de rock The Monkees. Elvis Presley fez um show no Coliseu em 14 de abril de 1972; a filmagem foi usada em seu último filme intitulado Elvis on Tour. Presley se apresentou no Coliseu novamente em 21 de abril de 1977, um dos últimos shows de sua turnê, antes de sua morte em 16 de agosto. A banda cristã Casting Crowns gravou seu álbum ao vivo, intitulado Until the Whole World Hears... Live, no Coliseu, em 24 de abril de 2010.
A arena também tem sediado, desde 1997, o festival de  verão SuperJam, da rádio WJMH. O festival já contou com artistas proeminentes na comunidade hip hop, incluindo LL Cool J, Soulja Boy, Ludacris, Ja Rule, Plies, Nas, Lil Jon & the East Side Boyz, Travis Porter e Ying Yang Twins.
O Coliseu também foi palco de audições da 5ª temporada do programa American Idol, em 5 de outubro de 2005. Entre o domingo, 8 de julho e a terça-feira, 10 de julho de 2012, a arena foi palco dos estágios de audição de Greensboro, na segunda temporada do programa da Fox, The X Factor.